# موج لبه‌ای

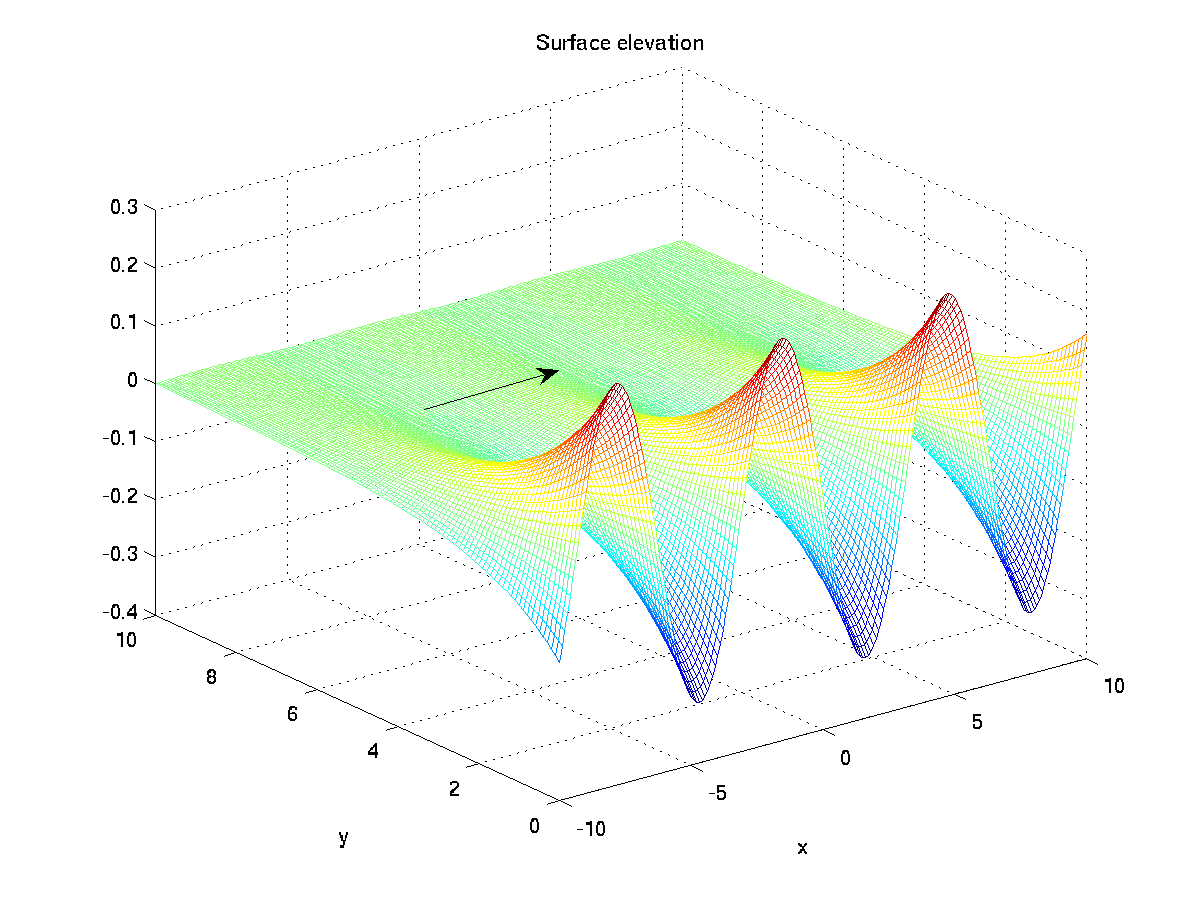
مثالی از بالا آمدن سطح یک موج لبه‌ای پبش‌رونده

در دینامیک سیالات یک موج لبه‌ای یک موج گرانی سطحی است که توسط شکست در برابر یک جسم سفت و سخت، اغلب ساحل به‌وجود آمده است. امواج لبه‌ای در امتداد این مرز حرکت می‌کنند و به‌طور سینوسی در امتداد آن تغییر می‌کنند و به‌طور نمایی در جهت دریاسو از بین می‌رود.